# Об (департамент)
Об (фр. Aube) — департамент на северо-востоке Франции, один из департаментов региона Гранд-Эст, получивший своё название по имени реки Об, главного притока Сены. Порядковый номер — 10. Административный центр — Труа. Население — 311 720 человек (75-е место среди департаментов Франции, данные 2010 года).

## География
Площадь территории — 6004 км². Богатая известняком почва региона прекрасно подходит для виноделия.
Департамент включает 3 округа, 33 кантона и 433 коммуны.
Об расположен на территории исторического региона Валлаж.

## История

### Ранний период
Изначально территория департамента была населена племенами трикассов и лингонов и, по всей видимости, уже к 400 году до нашей эры плотность населения здесь была весьма высока.
Святые Потентиан и Савиниан, обращённые в христианство греческие язычники с острова Самос, начали проповедовать евангелие в этих краях в середине III века.
Несмотря на религиозные гонения, которые были в этой местности особенно жестокими, христианская община вскоре стала довольно многочисленной, чтобы получить собственного епископа; святой Аматор был первым епископом, назначенным в 340 году.
В 286 году земли вокруг Об были опустошены набегами багаудов, которых разгромил римский император Юлиан II, занявший Труа вместе со своим войском.

### XII век и монастыри
На территории департамента были основаны два монастыря, имевших важное значение в истории государства. Бернард Клервоский в 1115 году основал аббатство Клерво. А аббатство Параклет было сооружено его соперником философом Абеляром, где его возлюбленная Элоиза стала первой настоятельницей. Бернард Клервоский стал известен после своего красноречивого выступления на церковном соборе в Труа в 1129 году, в котором он призывал ко Второму крестовому походу, имевшему в результате тяжкие последствия.

### Революция и Первая империя
Департамент Об был официально образован декретом Национальной Ассамблеи от 15 января 1790 года.
В XIX столетии в департаменте начало развиваться трикотажное производство чулочно-носочных изделий.
После победы войск седьмой коалиции 18 июня 1815 года в битве при Ватерлоо территория департамента находилась в оккупационной зоне русских войск с июня 1815 по ноябрь 1818 года.
Разразившиеся в 1911 году, так называемые, шампанские бунты захватили также и территорию департамента Об. Последствия волнений виноградарей были весьма трагичными, в столкновениях было ранено несколько десятков человек.
В 1919 году был выпущен правительственный декрет, по которому впервые винодельческим хозяйствам, расположенным в департаменте Об, разрешалось производить шампанское.